# Њу Холстајн (Висконсин)
Њу Холстајн (енгл. New Holstein) град је у америчкој савезној држави Висконсин.

## Демографија
По попису из 2010. године број становника је 3.236, што је 65 (-2,0%) становника мање него 2000. године.
| Група             | 2000.         | 2010.         |
| Белци             | 3.244 (98,3%) | 3.070 (94,9%) |
| Афроамериканци    | 1 (0,0%)      | 6 (0,2%)      |
| Азијати           | 8 (0,2%)      | 20 (0,6%)     |
| Хиспаноамериканци | 19 (0,6%)     | 103 (3,2%)    |
| Укупно            | 3.301         | 3.236         |